# آرکلیوس یکم مقدونی
آرکلیوس یکم مقدونی (یونانی: Ἀρχέλαος Α΄؛ درگذشته ۳۹۹ قبل از میلاد) پادشاه مقدونیه باستان از ۴۱۳ تا ۳۹۹ قبل از میلاد بود.
وی یک حاکم توانا و صاحب نفوذ بود و به دلیل تغییرات فراوانی که در ادارات دولتی، نظامی و تجاری ایجاد کرده بود شناخته میشد.